# Dominion (album)
Dominion – drugi album studyjny amerykańskiego zespołu powermetalowego Kamelot, wydany w 1997 roku przez wytwórnię Noise Records. Jest to ostatni album nagrany z udziałem pierwszego wokalisty Marka Vanderbilta i perkusisty Richarda Warnera, jednego z założycieli grupy.

## Twórcy
- Mark Vanderbilt – śpiew
- Thomas Youngblood – gitara i chórki
- David Pavlicko – instrumenty klawiszowe
- Glenn Barry – gitara basowa
- Richard Warner – perkusja

## Lista utworów
1. „Ascension” – 1:25
2. „Heaven” – 3:39
3. „Rise Again” – 4:06
4. „One Day I’ll Win” – 5:39
5. „We Are Not Separate” – 3:45
6. „Birth of a Hero” – 5:17
7. „Creation” – 5:06
8. „Sin” – 3:35
9. „Song of Roland” – 4:54
10. „Crossing Two Rivers” – 4:29
11. „Troubled Mind” – 4:39